# Damian Rączka
Damian Rączka (* 5. August 1987 in Wodzisław Śląski) ist ein polnischer Fußballspieler.

## Karriere
Rączka spielte in der Jugend für den FC Schalke 04 und Borussia Mönchengladbach, mit dessen zweiter Mannschaft er auch in der Saison 2006/07 in der Regionalliga Nord spielte. Zur Saison 2007/08 kehrte er zum FC Schalke 04 zurück, mit dessen zweiter Mannschaft er die Qualifikation zur Regionalliga West schaffte. Allerdings verließ er den Verein bereits nach dieser Saison wieder und schloss sich der zweiten Mannschaft des 1. FSV Mainz 05 an. Im April 2009 wechselte er zum bulgarischen Erstligisten Lokomotive Mesdra, für den er bis zum Sommer 2010 in acht A-Grupa-Spielen zum Einsatz kam. Nach dem Abstieg seiner Mannschaft aus der ersten Liga kehrte er nach Deutschland zurück und war zunächst ein halbes Jahr vereinslos, bevor er einen Vertrag beim nordthüringischen Verbandsligisten FSV Wacker 90 Nordhausen unterschrieb. 2012 gelang ihm dort der Aufstieg in die NOFV-Oberliga (Staffel Süd) und im Jahr 2013 der Durchmarsch in die Regionalliga Nordost. Zur Saison 2014/15 schloss er sich dem Krefelder Oberligisten VfR Fischeln an. Nach drei Jahren wechselte er 2017 zum SV Hönnepel-Niedermörmter.
Rączka nahm mit der polnischen U-20-Nationalmannschaft an der U20-WM 2007 teil.